# 2003-as magyar labdarúgó-szuperkupa
A 2003-as magyar labdarúgó-szuperkupa a szuperkupa 6. kiírása volt, amely az előző szezon első osztályú bajnokságának és a magyar kupa győztesének évenkénti mérkőzése. A találkozót 2003. július 19-én az MTK Hungária és a Ferencváros játszotta.
A trófeát a kék-fehér budapesti csapat hódította el, ezzel ők lettek a magyar szuperkupa hatodik kiírásának a győztesei. Az MTK története során először nyerte meg a szuperkupát.
A mérkőzést, egy év kihagyás után, újra a budapesti Puskás Ferenc Stadionban rendezték meg.

## Résztvevők
A mérkőzés két résztvevője az MTK Hungária és a Ferencváros volt. Az MTK 2003-ban megszerezte a huszonkettedik bajnoki címét, míg a ferencvárosiak tizenkilencedik magyar kupa sikerüket aratták, a Debreceni VSC ellenében.

## A mérkőzés
| 2003. július 19. 20:15 |

| MTK Hungária                                               | 2–0   | Ferencváros                     |
| ---------------------------------------------------------- | ----- | ------------------------------- |
| Torghelle 30' Czvitkovics 52' Jezdimirović 32' Komlósi 76' | (1–0) | Kapič 29' Lipcsei 76' Jović 83' |

| Puskás Ferenc Stadion, Budapest Nézőszám: 3 000 Játékvezető: Ábrahám Attila (magyar) |

| MTK HUNGÁRIA:   |                    |                 |
|                 |                    |                 |
| K               | Végh Zoltán        |                 |
| V               | Molnár Zoltán      |                 |
| V               | Komlósi Ádám       | 76'             |
| V               | Juhász Roland      |                 |
| V               | Füzi Ákos          |                 |
| KP              | Zavadszky Gábor    |                 |
| KP              | Zabos Attila       | 67'             |
| KP              | Goran Jezdimirović | 32'             |
| KP              | Daniel Rednic      | a szünetben     |
| CS              | Torghelle Sándor   | 30'             |
| CS              | Welton Silva       |                 |
| Cserék:         |                    |                 |
| V               | Pusztai Olivér     | 67'             |
| KP              | Czvitkovics Péter  | a szünetben 52' |
| Edző:           |                    |                 |
| Egervári Sándor |                    |                 |

| FERENCVÁROS:  |                    |                 |
|               |                    |                 |
| K             | Szűcs Lajos        |                 |
| V             | Balog Zoltán       |                 |
| V             | Dragan Vukmir      | 72'             |
| V             | Kiss György        |                 |
| V             | Bognár Zsolt       | a szünetben     |
| KP            | Lipcsei Péter      | 76'             |
| KP            | Adem Kapič         | 29' a szünetben |
| KP            | Rósa Dénes         |                 |
| KP            | Leandro de Almeida |                 |
| CS            | Marek Penksa       |                 |
| CS            | Aleksandar Jović   | 83'             |
| Cserék:       |                    |                 |
| KP            | Kriston Attila     | a szünetben     |
| CS            | Zováth János       | a szünetben     |
| KP            | Somorjai Tamás     | 72'             |
| Edző:         |                    |                 |
| Garami József |                    |                 |

## Lásd még
- 2002–2003-as magyar labdarúgó-bajnokság (első osztály)